# سباق طواف فرنسا 2003
سباق طواف فرنسا 2003 من سلسلة سباقات سباق طواف فرنسا. أقيم هذا السباق في تاريخ 5 يوليو - 27 يوليو، 2003 على 20+Prologue مراحل. بعد مرور 83 ساعة و41 دقيقة و12 ثانية وبعد طي 3427.5 كم بمتوسط 40.03 كم في الساعة فاز بالميدالية الذهبية لانس آرمسترونج من الولايات المتحدة، فيما حصد يان أولريش من ألمانيا الميدالية الفضية، وكانت الميدالية البرونزية من نصيب الكسندر فنوكوروف من كازاخستان.

## الميداليات
| ذهب                               | فضة                  | برونز                           |
| لانس آرمسترونج - الولايات المتحدة | يان أولريش - ألمانيا | أليكساندر فينوكوروف - كازاخستان |